# Tadeusz Balcerowski
Tadeusz Bogdan Balcerowski (ur. 5 stycznia 1933 w Pawliczce, zm. 26 października 2020 w Makowcu) – polski polityk i działacz spółdzielczy, poseł na Sejm IV kadencji.

## Życiorys
Syn Antoniego i Janiny. Ukończył Technikum Przemysłu Spożywczego. Zawodowo związany z branżą spółdzielczą. Był prezesem Rolniczej Spółdzielni Mleczarskiej „Rolmlecz” w Radomiu.
Od 2000 do 2004 sprawował mandat radnego Sejmiku Województwa Mazowieckiego z ramienia Polskiego Stronnictwa Ludowego (przez część I i II kadencji). W wyborach parlamentarnych w 2001 kandydował do Sejmu z okręgu radomskiego, mandat poselski objął 17 czerwca 2004 w miejsce Zbigniewa Kuźmiuka (wybranego na posła do Parlamentu Europejskiego). W Sejmie zasiadał w Komisji Infrastruktury. W wyborach parlamentarnych w 2005 bez powodzenia ubiegał się o reelekcję, rok później bezskutecznie kandydował do radomskiej rady miejskiej z listy PSL.
W 1998 otrzymał Krzyż Kawalerski Orderu Odrodzenia Polski.
Był żonaty, miał jedno dziecko. Został pochowany na cmentarzu w Makowcu.